# Cabrera (Cundinamarca)
Cabrera è un comune della Colombia facente parte del dipartimento di Cundinamarca.
Il centro abitato venne fondato da Urias Romero Rojas, José Romero Rojas, Lino Palacios, Fidel Baquero e Aurelio Hilario nel 1910.